# Cá bống vân mây
Cá bống vân mây, danh pháp: Yongeichthys nebulosus, là một loài cá biển-nước lợ thuộc chi Yongeichthys trong họ Cá bống trắng. Loài này được mô tả lần đầu tiên vào năm 1775.

## Từ nguyên
Tính từ định danh nebulosus trong tiếng Latinh nghĩa là "mù sương, nhiều mây"), hàm ý đề cập đến lớp vảy thô màu sẫm của loài cá này (được Forsskål mô tả là như "đám mây đen").

## Phân bố và môi trường sống
Cá bống vân mây có phân bố rộng khắp vùng Ấn Độ Dương - Thái Bình Dương, từ Đông Phi trải dài về phía đông đến quần đảo Société, giới hạn phía bắc đến miền nam Nhật Bản và phía nam đến Úc. Ở Việt Nam, loài này được biết đến tại sông Thu Bồn và cù lao Chàm (Đà Nẵng), vịnh Vân Phong (Khánh Hòa).
Cá bống vân mây sống ở tầng đáy, được tìm thấy trên nền đáy bùn và cát gần ám tiêu và trong vũng thủy triều, cả rừng ngập mặn, cửa sông và có thể tiến vào sông, độ sâu đến ít nhất là 30 m.

## Mô tả
Chiều dài lớn nhất được ghi nhận ở cá bống vân mây là 18 cm. Đầu và thân có màu trắng nhạt đến xám nâu nhạt, nhiều đốm nhỏ màu nâu vàng đến nâu nhạt với các sọc mờ dọc theo lưng và thân. Có 3 đốm lớn màu nâu ở giữa hai bên thân (đốm cuối cùng nằm trên gốc vây đuôi). Có 2 vạch nâu mờ từ mắt kéo dài qua hàm và má.
Số gai vây lưng: 7; Số tia vây lưng: 8–10; Số gai vây hậu môn: 1; Số tia vây hậu môn: 9–10; Số tia vây ngực: 18–19.

## Cá độc
Cá bống vân mây có mang độc tính tetrodotoxin (TTX), đã gây ngộ độc cho người và cả vật nuôi ở nhiều vùng ven biển miền Trung Việt Nam. Enterobacter cloaca và Rahnella aquatilis là hai vi khuẩn cộng sinh đã sản sinh TTX ở loài cá bống này.
Hàm lượng TTX trên mỗi cá thể tăng đáng kể trong thời kỳ sinh sản, phần lớn tích trữ ở buồng trứng; ngược lại, hàm lượng TTX ở da cao nhất vào cuối thời kỳ sinh sản.

## Phân loại
Bộ gen ty thể của cá bống vân mây đã được giải trình tự.